# Karridale
Karridale är en ort i Australien. Den ligger i kommunen Augusta-Margaret River Shire och delstaten Western Australia, omkring 260 kilometer söder om delstatshuvudstaden Perth.
Runt Karridale är det mycket glesbefolkat, med 3 invånare per kvadratkilometer.. Närmaste större samhälle är Augusta, omkring 13 kilometer sydost om Karridale. 
Trakten runt Karridale består till största delen av jordbruksmark. Genomsnittlig årsnederbörd är 1 147 millimeter. Den regnigaste månaden är maj, med i genomsnitt 198 mm nederbörd, och den torraste är februari, med 10 mm nederbörd.